# Sophus Birket-Smith
Sophus Laurits Henrik Christian Julius Birket Smith (28. april 1838 i Randers – 1. oktober 1919 i København) var en dansk bibliotekar og litteraturhistoriker.

## Uddannelse og karriere
Sophus Birket Smith blev født i Randers som søn af exam. jur., boghandler, senere proprietær, J. F. Smith og Henriette født Tommesen og blev student fra byens latinskole 1855. Det begyndte medicinske studium opgav han, fængslet af den klassiske oldtid og dens minder, som han flittig havde studeret, især ved besøg i Antikkabinettet og Møntkabinettet.
Som vidnesbyrd om denne interesse udkom hans 2 første skrifter: Kort Vejledning i Antikkabinettet (1861; 2. oplag 1864) og De malede Vaser i Antikkabinettet (1862). Også det filologiske studium måtte Smith forlade, da han ansattes som assistent ved Københavns Universitetsbibliotek (1863) og desuden snart efter indkaldtes som infanterist og deltog i felttogene ved 2. slesvigske krigs slutning; kugler hullede under kampen på Als hans uniformsjakke og kappe, men lod ham uskadt.
Efter fredsslutningen vendte han tilbage til biblioteket, til hvilket hans løbebane skulle være knyttet resten af sit liv, og hvis øverste styrelse han 16 år efter overtog.

## Udgivelser af ældre dansk dramatik
Krigen og den nye stilling havde draget hans interesse mod det danske folks egen fortid og til bogskattene og manuskripterne. Hans første arbejde på det nye område var udgaven af Ludus de Sancto Kanuto duce, et fædrelandshistorisk Skuespil fra Reformationstiden (1868) med dens omhyggelige litteraturhistoriske indledning. Denne bog efterfulgtes af en lang række arbejder til oplysning om skuespillets historie i Danmark, således Grevens og Friherrens Komedie (1871; 2. udgave 1874), De 3 ældste danske skuespil (Christiern Hansens Komedier) (1874), Hieronymus Justesen Ranchs danske Skuespil og Fuglevise (1876-77), Tobiæ Komedie (1887), Comoedia de mundo et paupere (1888).
Alle disse gamle skuespil udgavs med fortræffelig nøjagtighed – Smith var en meget kyndig håndskriftlæser –, og de ledsagedes af grundige undersøgelser om deres forfatter, hans kilder og hans arbejdes litteraturhistoriske betydning. Enkelte sider af det gamle skuespils karakter behandlede Smith også i særegne afhandlinger, der offentliggjordes i Danske Samlinger, af hvilket tidsskrift han var medudgiver fra 1870 til dets ophør 1879. Smith har samlet sine forskellige undersøgelser på dette område i skriftet Studier paa det gamle danske Skuespils Omraade (1883; 2. række
1896).

## Leonora Christine
Imidlertid havde et andet udgiverarbejde ført Smith til et emne, som han ligeledes belyste i en række vigtige arbejder. Udgivelsen af håndskriftet af Leonora Christines Jammersminde var af den østrigske ejer blevet Smith betroet, og bogen udkom 1869 (3. udgave 1885, folkeudgaver 1887 og 1900 og adskillige udgaver senere); den overordentlige interesse, som den vakte, måtte tilskynde Smith til yderligere at belyse den berømte kongedatters historie. Han udgav således hendes franske selvbiografi i Danske Samlinger (1871), Leonora Christina (Ulfeldt) paa Maribo Kloster (1872) og til sidst som slutsten det store værk Leonora Christina Grevinde Ulfeldts Historie, I-II (1879-81; en sammentrængt populærudgave udkom 1887).
Dette arbejde udmærker sig ikke blot ved den indtrængende skildring af hovedpersonen og hendes store slægt, men desuden ved hele det givne tidsbillede; med omhu og skarpsindighed søges hvert enkelt punkt belyst fra alle sider, så at læseren bliver i stand til at dømme i de mangfoldige spørgsmål om skyld eller ansvar, som denne tids historie frembyder; bogen er i det hele et hovedværk inden for 1900-tallets historiske litteratur. Studiet af denne tidsalder fortsatte Smith ved udgaver af andre levnedsskildringer, således Dr. med. Otto Sperlings Selvbiografi, oversat i Uddrag (1885), Etatsraad Johan Monrads Selvbiografi (1888).
Smith har endvidere udgivet det vigtige skrift Om Kjøbenhavns Universitetsbibliothek før 1728, især dets Haandskriftsamlinger (1882); Til Belysning af litterære Personer og Forhold i Slutningen af det 18. og Begyndelsen af det 19. Aarhundrede (1884) som stadig er en relevant kildeudgivelse om det sene 1700-tals kulturhistorie; Kjøbenhavns Universitets Matrikkel 1611-1740) (2 bind, 1890-94). Efter 1894 indtræder en standsning i Smiths litterære produktion, i det han påtog sig den store opgave at udarbejde en fortsættelse af Thomas Hansen Erslews Almindeligt Forfatterlexicon for Kongeriget Danmark med tilhørende Bilande fra 1814, hvortil staten bevilgede en understøttelse. Dette værk blev dog aldrig fuldendt eller udgivet og foreligger kun som manuskript på det Kongelige Bibliotek.

## Virke som bibliotekar
Smiths litterære virksomhed var dog kun en gerning ved siden af hans embedskald, som Smith røgtede uforstyrret og med meget berømmelse. Han var 1880 blevet udnævnt til bibliotekar (1893 ændredes denne titel til overbibliotekar). Energi, trang til stadige fremskridt og dernæst evne til at imødekomme publikums ønsker har været særkendet for Smiths virke, hvorfor også regering og rigsdag gerne imødekom hans ønsker og forslag. Et seddelkatalog var den tid igennem en lang årrække under udarbejdelse, en større læsesal med et rigt håndbibliothek blev indrettet og holdt åben om aftenen, efter at elektrisk lys er blevet indlagt. Altsammen efter Birket Smiths forslag.
Smith rejste flere gange til udlandet, også for at gøre sig bekendt med bibliotekers organisation. Han var Universitetets arkivar og var 1878-80 konstitueret som bibliotekar ved Kongens håndbibliothek. 1879 blev Smith optaget i Det kongelige danske Selskab for Fædrelandets Historie, 1883 indtrådte han som medlem af den Arnamagnæanske Kommission; han var medstifter af Selskabet for Udgivelse af Kilder til Dansk Historie. 1894 kreeredes han af Universitetet til æresdoktor i filosofien, 1898 udnævntes han til Kommandør af Dannebrog (2. Grad).
Smith ægtede 20. august 1875 balletdanserinde Hansine Albertina Ludovica Nielsen.